# Stéphane Gervais
Pour les articles homonymes, voir Gervais.
Stéphane Gervais (né le 22 octobre 1982 à Windsor, province de l'Ontario) est un joueur professionnel canadien de hockey sur glace. Il a obtenu la nationalité française en 2010.

## Carrière de joueur
En 2000, il commença dans la Ligue de hockey de l'Ontario, où il a joué avec les Whalers de Plymouth  et les Spitfires de Windsor. Il a ensuite pris la décision de rejoindre l'Université de la Colombie-Britannique. Il évolue au sein de cette formation depuis quatre saisons et a terminé 7e scoreur des Thunderbirds avec 12 points en 27 matchs disputés.
Il est un défenseur complet qui possède une bonne qualité de relance et un très bon shoot de la ligne bleue.
En 2007-2008, il passe professionnel avec l'Image Club d'Épinal entraîné par Shawn Allard. La saison suivante, il devient assistant-capitaine de Ján Plch.
En 2009-2010, il signe aux Diables Rouges de Briançon. Il s'occupe parallèlement de la préparation physique de l'équipe. Grenoble bat 1-0 les Diables Rouges lors du Match des Champions à Mulhouse. Rouen vainqueur de la Coupe de la Ligue éliminent les diables rouges en demi-finale. Le 31 janvier 2010, il est l'un des artisans de la victoire des Diables Rouges en finale de la Coupe de France 2010 contre Rouen 2-1 aux tirs au but au Palais omnisports de Paris-Bercy. Il s'agit du premier titre majeur remporté par le club. Il est assistant capitaine d'Edo Terglav.
Stéphane Gervais rejoint l'équipe des Dauphins d'Épinal pour la saison 2010-2011.
A l'issue de la saison 2016-2017, il prend sa retraite sportive pour collaborer avec l'équipe médicale et le staff grenoblois en tant que préparateur physique des Brûleurs de loups de Grenoble.

## Trophées et honneurs personnels
- Ligue Magnus
  - 2008-2009 : élu dans la sélection des meilleurs joueurs étrangers.
  - 2009-2010 : élu dans la sélection des meilleurs joueurs étrangers.
- Coupe de France :
  - Vainqueur en 2010.

## Statistiques
| Saison    | Équipe                                | Ligue        |    | Saison régulière | Saison régulière | Saison régulière | Saison régulière | Saison régulière |   | Séries éliminatoires | Séries éliminatoires | Séries éliminatoires | Séries éliminatoires | Séries éliminatoires |
| Saison    | Équipe                                | Ligue        | PJ | B                | A                | Pts              | Pun              | PJ               | B | A                    | Pts                  | Pun                  |                      |                      |
| 2000-2001 | Whalers de Plymouth                   | LHO          | 6  | 1                | 0                | 1                | 0                |                  |   |                      |                      |                      |                      |                      |
| 2001-2002 | Spitfires de Windsor                  | LHO          | 6  | 0                | 0                | 0                | 7                | 7                | 0 | 0                    | 0                    | 4                    |                      |                      |
| 2003-2004 | Université de la Colombie-Britannique | SIC          | 22 | 5                | 9                | 14               | 14               |                  |   |                      |                      |                      |                      |                      |
| 2004-2005 | Université de la Colombie-Britannique | SIC          | 31 | 3                | 5                | 8                | 46               |                  |   |                      |                      |                      |                      |                      |
| 2005-2006 | Université de la Colombie-Britannique | SIC          | 31 | 3                | 6                | 9                | 22               |                  |   |                      |                      |                      |                      |                      |
| 2006-2007 | Université de la Colombie-Britannique | SIC          | 36 | 9                | 10               | 19               | 54               |                  |   |                      |                      |                      |                      |                      |
| 2007-2008 | Épinal                                | Ligue Magnus | 28 | 13               | 21               | 34               | 61               | 2                | 1 | 0                    | 1                    | 2                    |                      |                      |
| 2007-2008 | Épinal                                | CdF          | 2  | 0                | 1                | 1                | 2                |                  |   |                      |                      |                      |                      |                      |
| 2008-2008 | Épinal                                | CdlL         | 2  | 0                | 0                | 0                | ?                |                  |   |                      |                      |                      |                      |                      |
| 2008-2009 | Épinal                                | Ligue Magnus | 26 | 12               | 19               | 31               | 16               | 6                | 0 | 5                    | 5                    | 0                    |                      |                      |
| 2008-2009 | Épinal                                | CdF          | 3  | 2                | 1                | 3                | 2                |                  |   |                      |                      |                      |                      |                      |
| 2008-2009 | Épinal                                | CdlL         | 8  | 3                | 4                | 7                | 10               |                  |   |                      |                      |                      |                      |                      |
| 2009-2010 | Briançon                              | Ligue Magnus | 23 | 4                | 14               | 18               | 12               | 1                | 0 | 0                    | 0                    | 0                    |                      |                      |
| 2009-2010 | Briançon                              | CdF          | 5  | 0                | 3                | 3                | 2                |                  |   |                      |                      |                      |                      |                      |
| 2009-2010 | Briançon                              | CdlL         | 6  | 2                | 3                | 5                | 12               |                  |   |                      |                      |                      |                      |                      |
| 2010-2011 | Épinal                                | Ligue Magnus | 19 | 4                | 8                | 12               | 6                | 3                | 0 | 1                    | 1                    | 4                    |                      |                      |
| 2011-2012 | Épinal                                | Ligue Magnus | 26 | 3                | 15               | 18               | 32               | 5                | 1 | 4                    | 5                    | 6                    |                      |                      |
| 2012-2013 | Épinal                                | Ligue Magnus | 26 | 5                | 12               | 17               | 24               | 14               | 2 | 10                   | 12                   | 4                    |                      |                      |
| 2013-2014 | Grenoble                              | Ligue Magnus | 26 | 2                | 11               | 13               | 18               | 5                | 0 | 1                    | 1                    | 20                   |                      |                      |
| 2014-2015 | Grenoble                              | Ligue Magnus | 25 | 5                | 5                | 10               | 16               | 1                | 0 | 0                    | 0                    | 0                    |                      |                      |
| 2015-2016 | Grenoble                              | Ligue Magnus | 24 | 2                | 5                | 7                | 8                | 3                | 0 | 0                    | 0                    | 0                    |                      |                      |
| 2016-2017 | Grenoble                              | Ligue Magnus | 44 | 1                | 11               | 12               | 16               | 12               | 0 | 0                    | 0                    | 4                    |                      |                      |